# Brabante

Armas dos duques de Brabante

Brabante é uma região situada entre a actual Bélgica e os Países Baixos, que pertencia ao Ducado de Brabante. Abrangia a atual província neerlandesa de Brabante Setentrional, as atuais províncias belgas de Antuérpia, Brabante Valão, Brabante Flamengo, o território atual da cidade de Gembloux e da comuna de Sombreffe na Província de Namur, assim como da Região de Bruxelas.
A origem do nome crê-se estar ligada à lenda de Sílvio Brabo, mítico soldado romano.
Do século IX ao século XI, a região constituía a província carolíngia denominada Pago Bracbatense (Pagus Bracbatensis) ou Pagus de Brabante e tinha como limites os rios Escalda e Dijle.
Em 1085 constituiu-se condado, ainda com as mesmas fronteiras. O domínio é atribuído a Henrique III de Lovaina.
Em 1183 foi formalmente criado o Ducado de Brabante, tendo o imperador Frederico I da Germânia distinguido Henrique I com o título de Duque de Brabante. Henrique era filho de Godofredo III de Lovaina, Duque da Baixa Lotaríngia.
Em 1288, após a Batalha de Worringen, os duques de Brabante passaram a dominar também o Ducado do Limburgo.
Em 1430 Filipe, o Bom, da Borgonha, herda os ducados da Lotaríngia, Brabante e Borgonha.
Em 1477 o domínio passa para os Habsburgos.